# 川西柔毛悬钩子
川西柔毛悬钩子（学名：Rubus pubifolius var. glabriusculus）为蔷薇科悬钩子属下的一个变种。

## 扩展阅读
- 維基物種上的相關：川西柔毛悬钩子